# Риџ Фарм (Илиноис)
Риџ Фарм (енгл. Ridge Farm) град је у америчкој савезној држави Илиноис.

## Демографија
По попису из 2010. године број становника је 882, што је 30 (-3,3%) становника мање него 2000. године.
| Група             | 2000.       | 2010.       |
| Белци             | 904 (99,1%) | 861 (97,6%) |
| Афроамериканци    | 0 (0,0%)    | 3 (0,3%)    |
| Азијати           | 0 (0,0%)    | 0 (0,0%)    |
| Хиспаноамериканци | 4 (0,4%)    | 9 (1,0%)    |
| Укупно            | 912         | 882         |